# 艾爾-哈積·迪奧夫
埃尔-哈吉·迪乌夫（法語：El Hadji Diouf， 1981年1月15日—）出生於非洲塞內加爾的達喀爾，是一名足球運動員，司職前鋒或翼鋒。出身法甲索察，其後轉戰英伦三岛，前後效力英格蘭超級聯賽球會利物浦、保頓、新特蘭及布力般流浪和蘇超球會格拉斯哥流浪。2011年以短約形式效力英冠球會唐卡士打。2012年8月15日轉投英冠球會列斯聯，但雙方並沒有簽下合同。

## 球會生涯

### 早期發展
迪奧夫在法國的索肖展開其職業足球事業，於1998年11月12日對巴斯蒂亚的2-1勝仗作處子登場，其後於1999-2000年球季轉投雷恩，僅一季後再轉會到朗斯。在這支加来海峡省的球隊渡過兩個球季後，登陸英超加盟班霸之一的利物浦。

### 利物浦
韓日世界盃的出色表現，令利物浦的法籍領隊在世界盃後以1,000萬英鎊從朗斯收購迪奧夫。對迪奧夫有很大寄望，令他決定不收購借用球員。
加盟初期迪奧夫被安排踢前鋒，但及後多以右翼上陣。但迪奧夫未能適應利物浦的打法，首季只取得六個入球(三個聯賽入球及三個聯賽盃入球)。當季利物浦亦於千禧球場以2-0擊敗曼聯，取得英格蘭聯賽盃。
在2003-04球季上陣33次，卻未有入球，更取得12黃1紅的差劣紀律成績。他成為首位身穿利物浦9號球衣卻未能取得入球的球員。
雖然迪奧夫在首次代表利物浦上陣對修咸頓時有出色表現。但及後80次上陣卻只取得6個入球，表現令人失望。
其在代表利物浦期後多次有紀律問題。終於，迪奧夫於2004-05球季被新教練整季外借到英超另一支球隊博尔顿，在利物浦前鋒傷兵滿營人手告急時，賓尼迪斯仍拒絕召回迪奧夫。翌季保頓以未有公開的身價收購迪奧夫。

### 保頓
在整季外借後，2005-06球季保頓以未有公開的身價收購迪奧夫。在2005年9月15日，在對保加利亞球隊普拉夫迪夫火車頭時，迪奧夫在銳步球場替球隊取得首個歐洲入球，最後保頓亦以2-1取勝。迪奧夫在保頓表現出色，成為球迷的寵兒。
在保頓度過四個球季後，迪奧夫在季尾提出離隊。在5月3日對標誌迪奧夫最後一次在銳步球場為保頓上陣。季後，保頓把迪奧夫賣至新特蘭。

### 新特蘭
迪奧夫在2008年7月28日加盟，成為新特蘭夏季第五宗收購。可是，自球季展開以後，迪奧夫上場次數逐漸減少，令他開始轉出轉會傳聞。

### 布力般流浪
在2009年1月30日，迪奧夫被賣至，跟再次合作。
2011年1月31日迪奧夫被被外借至蘇超球會格拉斯哥流浪直到球季結束，期間協助球隊贏得蘇超及蘇格蘭聯賽盃雙料冠軍。
借用結束後迪奧夫返回布力般流浪，他出言批評領隊史蒂夫·基恩（Steve Kean）後表示希望離隊，更於季前開操延遲歸隊，雖然還有一年合約在身，布力般流浪於2011年9月1日決定與他提前解約。解約後迪奧夫一度在英甲的普雷斯頓跟操，有傳聞韋根及唐卡士打均有意羅致。

### 唐卡士打
雖然盛傳韋斯咸領隊有意重召舊部加盟，但一直沒有實質行動，迪奧夫最終於2011年10月31日以3個月短約投效位列英冠榜末的唐卡士打。11月5日於第二場上陣作客對葉士域治個人梅開二度，協助球隊3-2獲勝，在榜末追至與高雲地利同分。12月23日迪奧夫答應與唐卡士打續簽18個月合約。

### 列斯聯
2012年8月12日確認改投列斯聯，但迪奧夫與列斯聯並沒簽下合約。

### 沙巴队
- 2014年,迪奧夫加盟马来西亚球队,沙巴州。
- 2015年,合約結束後，正式宣布退役。

## 國家隊

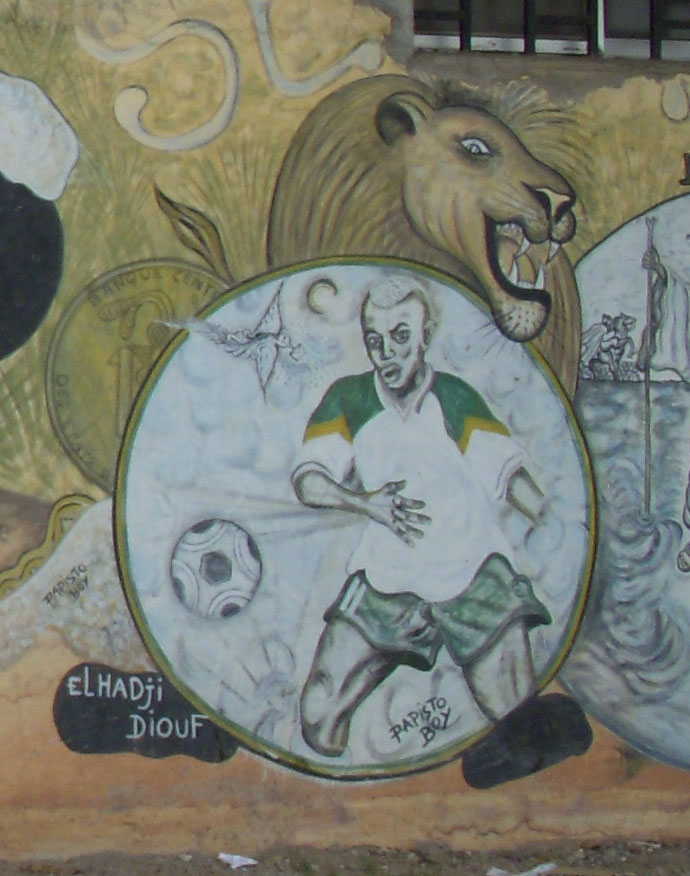
一幅在達喀爾的壁畫上的迪奧夫

迪奧夫在2000年4月對貝寧時首次代表國家隊出賽，共出席70場國際賽並射入24球。
迪奧夫在韓日世界盃為塞内加尔上陣。由法國二線球隊球員組成的塞內加爾在揭幕戰爆冷門1-0擊敗衛冕冠軍法國，再打和丹麥及烏拉圭出線十六強淘汰賽，加時2-1擊敗瑞典，在半準決賽才以0-1敗於土耳其腳下。
迪奧夫在2003年2月連續第二年獲得非洲足球先生以表揚他在世界盃及在上年初協助塞內加爾打入非洲國家盃決賽的精彩演出。在2007年10月，迪奧夫宣佈從國家隊退役，指出球隊組織問題為主因。但其教練及後卻表示會繼續徵召迪奧夫，最後於2008年正式宣佈從國家隊退役。

## 榮譽

### 國家隊
塞内加尔
- 韓日世界盃半準決賽 - (0-1敗於土耳其)
- 2002年非洲國家盃亞軍 - (2-3十二碼敗於喀麥隆)
- 2006年非洲國家盃第四名 - (0-1敗於尼日利亞)

### 球會
朗斯
- 法国足球甲级联赛亞軍：2001/02年；

利物浦
- 英格蘭聯賽盃冠軍：2003年；

格拉斯哥流浪
- 蘇格蘭聯賽盃冠軍：2011年；
- 蘇格蘭足球超級聯賽冠軍：2010/11年；

### 個人榮譽
- 2001年及2002年：非洲足球先生[13]
- 2004年迪奧夫獲選入由球王贝利擬定作為国际足联成立100周年纪念活动的在世的最伟大的125名球员名单之內[14]。

## 爭議事件
迪奧夫經常惹出爭議事件，其中尤以牽涉數宗吐口水事件更令他聲名狼藉。
- 2002年11月2日在利物浦主場2-0擊敗賽後被客隊球迷向警方投訴迪奧夫向球迷吐口水[15]。
- 2003年3月迪奧夫在利物浦作客對凯尔特人的準決賽首回合，因向一名出言挑釁的對方球迷吐口水，先被球會罰扣兩星期薪金，再被法庭判罰5,000英鎊及欧洲足联罰停賽兩場[16]。
- 2004年11月27日保頓主場0-1負於朴茨茅斯中，迪奧夫向對方中堅（Arjan De Zeeuw）面上吐口水[17]，先被球會扣除兩星期薪金（球會對球員罰款的最高限額），再被足總罰停賽三場[18]。

其母會索察對他連串違反規則的行為忍無可忍，將他送往雷恩，期間因無牌駕駛發生意外導致一名女子受傷。加入英超後其插水及蓄意挑釁對手的行為更惹人討厭，經常被敵對球迷針對大喝倒彩。保頓的領隊（Sam Allardyce）非常維護迪奧夫，不斷尋求方法糾正迪奧夫在球場上的惡習。
- 2002年迪奧夫因塞內加爾不肯續聘教練布鲁诺·梅楚（Bruno Metsu）而威脅罷踢[22]。
- 2004年非洲國家盃半準決賽塞內加爾0-1負於主辦國突尼西亞時，迪奧夫不斷質詢球證而在賽後被重罰停賽四場，因而錯過即將展開的德國世界盃外圍賽最初的數場比賽[23]。
- 2004年10月在預備作客出戰利比里亚的外圍賽前夕，剛停賽期滿的迪奧夫又因流連夜總會而被逐出國家隊[24]。
- 2005年7月達喀爾警方調查一名女子被迪奧夫羞辱的指控[25]。
- 2005年10月30日迪奧夫因醉酒駕車而被檢控[26]，及後被判停牌12個月及罰款3,000英鎊[27]。
- 2006年11月5日迪奧夫因涉嫌在家中打妻子而被拘捕[28]，最終警方不提檢控而獲釋[29]。
- 2010年4月7日迪奧夫被控無牌駕駛及未能出示有效保險[30]，5月8日在法庭上承認控罪，聯同較早前的超速駕駛，被罰停牌6個月及罰款810英鎊及支付堂費105英鎊[31]。
- 2011年1月8日布力般流浪於英格蘭足總盃第三圈主場1-0淘汰昆士柏流浪[32]，賽事中與相撞導致後者斷腳，當麥基爾倒地期間，迪奧夫上前出言辱罵，事後遭昆士柏流浪職球員在Twitter上留言群攻[33]。
- 2011年3月2日格拉斯哥流浪於蘇格蘭足總盃第五圈重賽作客0-1負於死敵些路迪[34]，賽事中已有兩名格拉斯哥流浪被逐，賽後迪奧夫脫下球衣擲向球迷，被球證出示第二面黃牌[35]。
- 2011年7月28日迪奧夫因在法国国际广播电台指稱『整個非洲足球體系均有貪污』，又缺席相關的聽證會，被塞內加爾足球協會判罰五年內禁止在塞内加尔參與所有足球活動[36]。

## 外部連結
- 足球数据库：迪奧夫的球员统计数据
- 迪奧夫新特蘭官方球員介紹 （页面存档备份，存于）

| 奖项与成就    | 奖项与成就                  | 奖项与成就 |
| ------------- | --------------------------- | ---------- |
| 前任： 麥保馬 | 非洲足球先生 2001年、2002年 | 繼任：     |